# Acrapex hemiphlebia
Acrapex hemiphlebia là một loài bướm đêm trong họ Noctuidae.